# Sicyosperma
Sicyosperma là một chi thực vật có hoa trong họ Cucurbitaceae.

## Loài
Chi Sicyosperma gồm các loài: